# Doina Descalui
Doina Descalui, född 14 januari 2000 i Chișinău, är en moldavisk rodelåkare.

## Karriär
Descalui tävlade för Moldavien vid olympiska vinterspelen 2022 i Peking, där hon slutade på 32:a plats i damernas singel.